# Jean-Charles Descubes
Jean-Charles Marie Descubes (Tonnay-Charente, 7 febbraio 1940) è un arcivescovo cattolico francese.

## Biografia
Jean-Charles Marie Descubes è nato il 7 febbraio 1940 a Tonnay-Charente dall'avvocato Robert Descubes, e dall'archivista della Marina Marie Demeunynck.
Dopo aver frequentato l'École pratique des hautes études di Parigi, Jean-Charles Descubes ha studiato presso il seminario di Angers, dove ha conseguito una laurea in filosofia scolastica ed una in teologia.
Il 3 luglio del 1965 è stato ordinato sacerdote per la diocesi di La Rochelle.
Dal 1968 al 1980 ha ricoperto diversi incarichi nelle diocesi di La Rochelle e di Angers: vicario della cattedrale di San Luigi a La Rochelle e docente di teologia presso l'Université catholique de l'Ouest.
Nominato vescovo di Agen il 13 dicembre del 1996, è stato consacrato il 9 marzo 1997 dal cardinale Pierre Étienne Louis Eyt. Dal 25 marzo 2004 è stato arcivescovo metropolita di Rouen e primate della Normandia.
Il 13 luglio del 2015 è stato nominato cavaliere della Legione d'Onore.
Il 10 luglio 2015 si è dimesso dal suo incarico per raggiunti limiti di età e gli succeduto Dominique Lebrun. Il 2 agosto 2016 ritorna a Rouen per concelebrare assieme al suo successore e ad altri vescovi, tra cui l'arcivescovo di Marsiglia e presidente della conferenza episcopale di Francia Georges Paul Pontier, il funerale di padre Jacques Hamel, assassinato nella sua chiesa da alcuni terroristi islamici il 26 luglio dello stesso anno.

## Posizioni teologiche, morali, sociali e su temi politici

### Il rapporto col matrimonio civile
In un comunicato stampa dell'8 gennaio 2008 ricorda tutto il valore e il significato del matrimonio civile. Egli ritiene che questo sia un atto pubblico di fondamentale importanza per la società e che quindi non è positivo che il matrimonio si configuri come un semplice accordo privato tra due cittadini.

### Il rapporto con la maternità surrogata
In un comunicato stampa del 30 giugno 2008 esprime il suo dissenso alla maternità surrogata. In particolare, egli denuncia "la manipolazione del corpo e della psiche di una donna", spiegando che il corpo di una donna non può essere considerato né come un nido, né come un'incubatrice.

### Il rapporto con il riposo domenicale
In un comunicato stampa del 15 gennaio 2008 afferma l'importanza di rispettare il riposo domenicale, non solo per ragioni teologiche, ma anche antropologiche e sociali. Nonostante egli ritenga che, per il bene della società, è necessario che alcuni mestieri siano svolti anche di domenica e che in alcune occasioni speciali è necessaria l'apertura dei negozi anche di domenica, Monsignor Descubes afferma con convinzione che la domenica non può e non deve essere considerata come gli altri giorni della settimana.

### Il rapporto con la globalizzazione
Nel maggio 2008 esprime la sua preoccupazione per le conseguenze della crisi finanziaria che "influenza profondamente l'economia mondiale e le popolazioni più vulnerabili", affermando che "la mancanza di regolamentazione dei mercati finanziari rappresenta una grave minaccia per la pace globale".

### Il rapporto con la pedofilia
Il 1º aprile 2010 ha sospeso dall'incarico due presbiteri della sua diocesi accusati di pedofilia. L'11 giugno dello stesso anno ne ha sospeso un terzo.

## Curiosità
Il 5 luglio 2008 è caduto nella Senna mentre passeggiava lungo la riva a Rouen. È stato recuperato da Patrick Herr, presidente dell'edizione del 2008 dell'Armada di Rouen.

## Genealogia episcopale e successione apostolica
La genealogia episcopale è:
- Cardinale Scipione Rebiba
- Cardinale Giulio Antonio Santori
- Cardinale Girolamo Bernerio, O.P.
- Arcivescovo Galeazzo Sanvitale
- Cardinale Ludovico Ludovisi
- Cardinale Luigi Caetani
- Cardinale Ulderico Carpegna
- Cardinale Paluzzo Paluzzi Altieri degli Albertoni
- Papa Benedetto XIII
- Papa Benedetto XIV
- Papa Clemente XIII
- Cardinale Marcantonio Colonna
- Cardinale Giacinto Sigismondo Gerdil, B.
- Cardinale Giulio Maria della Somaglia
- Cardinale Carlo Odescalchi, S.I.
- Vescovo Eugène de Mazenod, O.M.I.
- Cardinale Joseph Hippolyte Guibert, O.M.I.
- Cardinale François-Marie-Benjamin Richard de la Vergne
- Vescovo Marie-Prosper-Adolphe de Bonfils
- Cardinale Louis-Ernest Dubois
- Cardinale Georges-François-Xavier-Marie Grente
- Arcivescovo Marcel-Marie-Henri-Paul Dubois
- Cardinale Gabriel Auguste François Marty
- Arcivescovo Marius-Félix-Antoine Maziers
- Cardinale Pierre Étienne Louis Eyt
- Arcivescovo Jean-Charles Marie Descubes

La successione apostolica è:
- Vescovo Christian Philippe Pierre Robert Nourrichard (2005)
- Vescovo Jacques Léon Jean Marie Habert (2011)
- Arcivescovo Laurent Le Boulc'h (2013)

## Pubblicazioni
- Jean-Charles Marie Descubes con Jean-Michel di Falco Leandri, Quand des médias dévoilent l'intime : Quelques repères, Bayard Centurion, 2006 ISBN 2227476303
- Jean-Charles Marie Descubes (dir.) (préf. Jean-Charles Descubes), Rouen: Primatiale de Normandie, Strasbourg, La Nuée Bleue, coll. « La grâce d'une cathédrale », 2012, 511 p. ISBN 978-2-7165-0792-9